# Dihammaphora pusilla
Dihammaphora pusilla là một loài bọ cánh cứng trong họ Cerambycidae.